# Губерт, Станислав Владимирович
Станислав Владимирович Губерт (1913 — ?) — советский инженер, лауреат Государственной премии СССР.

## Биография
Родился 18.09.1913. Член ВКП(б)/КПСС с 1941 г.
Окончил Макеевский вечерний металлургический техникум (1934) и Сибирский вечерний металлургический институт (1941).
В 1930—1936 гг. работал на Макеевском металлургическом заводе. В 1936—1948 гг. — на Кузнецком металлургическом комбинате.
В 1948—1960 начальник рельсо-балочного цеха Нижне-Тагильского металлургического комбината.
В 1960 г. директор Уралгипромеза. В 1960—1962 работал в управлении черной металлургии Свердловского совнархоза.
С 1962 г. директор Гипромеза (Москва).
С 1986 г. на пенсии.
Кандидат технических наук (1964).
Публикации:
- Резервы черной металлургии Среднего Урала [Текст] / С. В. Губерт, П. М. Рудницкий, З. Г. Цукерник. — Свердловск : Кн. изд-во, 1963. — 202 с. : ил.; 21 см.
- Управление качеством проектов металлургических предприятий / С. В. Губерт, Е. М. Борисов, Л. Я. Донской. — М. : Металлургия, 1984. — 121 с.; 21 см.
- Совершенствование проектов доменных, сталеплавильных цехов и отделений непрерывной разливки стали : Сб. науч. тр. / Гос. союз. ин-т по проектированию металлург. з-дов «Гипромез»; [Гл. ред. Губерт С. В.]. — М. : Гипромез, 1985. — 74 с. : ил.; 29 см.

Автор изобретений.
Лауреат Государственной премии СССР (1967, в составе коллектива) — за разработку технологии, создание оборудования и внедрение в производство термической обработки ж/д рельсов . Награждён орденами и медалями, в том числе орденом Красной Звезды (1943).